# Ölands runinskrifter 19
Ölands runinskrifter 19 är en nu försvunnen vikingatida runsten som tidigare fanns i Hulterstads kyrka, Hulterstads socken och Mörbylånga kommun. Reliefhuggen ornamentik. Runstenen är 1.85 meter hög och 1,09 meter bred och utmärker sig framförallt genom sin ovanliga och eleganta ornamentik. Den har stora likheter med Öl 4.

## Inskriften
Translitterering av runraden:
[estriþ × lit × raisa × stain × þina × iftiʀ × biurn × bounta × sin × kuþ × ialbi × has × sial ×]
Normalisering till runsvenska:
Æstrið let ræisa stæin þenna æftiʀ Biorn, bonda sinn. Guð hialpi hans sial.
Översättning till nusvenska:
Estrid lät resa denna sten efter Björn, sin man. Gud hjälpe hans själ.